# Syneora disrupta
Syneora disrupta là một loài bướm đêm trong họ Geometridae.